# 西沙利文鎮區 (阿肯色州夏普縣)
西沙利文鎮區（英語：West Sullivan Township）是位於美國阿肯色州夏普縣的一個行政鎮區。

## 地方資料
西沙利文鎮區的面積為67.06平方千米，當中陸地面積為67.06平方千米，而水域面積為0.00平方千米。根據2010年美國人口普查的數據，當地共有人口449人，而人口密度為每平方千米6.7人。